# Семантическая теория истины
Семантическая теория истины, или семантическая концепция истины — набор принципов, использующих понятия математической логики для формализации идеи истины. Была придумана математиком Альфредом Тарским в 1920-х — 1930-х годах и опубликована в 1933 году в статье Pojęcie prawdy w językach nauk dedukcyjnych (с пол. — «Понятие истины в языках дедуктивных наук»).

## Идея
Основой семантической теории истины является {\displaystyle T}-схема Тарского, которая гласит, что для любого высказывания {\displaystyle A}
Высказывание «{\displaystyle A}» верно тогда и только тогда, когда {\displaystyle A}.
Например,
Высказывание «снег белый» верно тогда и только тогда, когда снег белый.
Заметим, что это последнее утверждение отлично от тавтологии
Снег белый тогда и только тогда, когда снег белый.
При этом «снег белый» слева является высказыванием в одном языке, а «снег белый» справа — в другом. Действительно, можно заменить утверждение выше на
Высказывание «snow is white» верно тогда и только тогда, когда снег белый.

## Формализация
Для формализации понятия {\displaystyle T}-схемы необходимо расмотреть два формальных языка — язык {\displaystyle L}, или объектный язык и язык {\displaystyle M}, или метаязык. Предполагается, что {\displaystyle M} содержит копию {\displaystyle L} и позволяет обсуждать высказывания из {\displaystyle L}, не выходя за рамки {\displaystyle M}. Также необходим унарный предикат {\displaystyle True}, такой что {\displaystyle True(A)} выполняется тогда и только тогда, когда высказывание {\displaystyle A} языка {\displaystyle L} верно. Наконец, язык {\displaystyle M} должен содержать аксиомы синтаксиса, необходимые для задания предиката {\displaystyle True} без отсылок к каким-либо дополнительным понятиями вроде «означает».
В статье 1933 года Тарский предполагает, что в качестве метаязыка будут использоваться что-то вроде логик высших порядков, но сейчас эту роль чаще играет неформальная теория множеств.